# Megantereon
A Megantereon a ragadozók (Carnivora) rendjébe, ezen belül a macskafélék (Felidae) családjába és a kihalt kardfogú macskaformák (Machairodontinae) alcsaládjába tartozó nem. A késő miocéntől a középső pleisztocén korig élt.

## Előfordulása
Megantereon maradványokat találtak Afrika, Európa, Ázsia és Észak-Amerika területein. Az egyetlen teljes csontvázat Franciaországban fedezték fel.

## Megjelenése
A Megantereon testfelépítése hasonlított a mai jaguáréhoz, de mérete inkább a leopárd méretével volt összemérhető. Az állatnak tömzsi mellső lábai voltak, a lábak alsó fele az oroszlánéhoz hasonló nagyságú volt. A nyakizmai erősek voltak, ezek segítségével volt képes a halálos harapást végrehajtani.

## Életmódja
Még nem ismert a Megantereon vadászati módszere. Egyesek feltételezik, hogy az állat csak megsebezte az áldozatát, várva, hogy az elvérezzen. Mások szerint, a Megantereon, a hosszú fogával, könnyen átharapta a zsákmány nyakát, elvágva a főbb ereket. De ez a módszer veszélyes is lehetett, mert áldozatába beletörhetett a foga.

## Fajok
A Megantereon-fajok pontos száma bizonytalan, mert többnyire csak hiányos leletek kerültek elő. Az alábbi fajokat írták le ezidáig:
- Megantereon cultridens (Cuvier, 1824) – Észak-Amerikában, Ázsiában (kivéve az Indiai-szubkontinenst) és Európában élt; pliocén, pleisztocén. (Típusfaj.)
- Megantereon ekidoit Werdelin & Lewis, 2000 – Maradványait Kenyában találták meg; pliocén, pleisztocén.[1]
- Megantereon hesperus (Gazin, 1933) – Észak-Amerikában élt; késő miocén, kora pliocén.
- Megantereon inexpectatus Teilhard de Chardin, 1939
- Megantereon microta Zhu et. al., 2015[2]
- Megantereon nihowanensis Teilhard de Chardin & Piveteau, 1930 – Maradványiat Kínában találták meg; pleisztocén.
- Megantereon vakhshensis Sarapov, 1986
- Megantereon whitei Broom, 1937 – Afrikában és Európában élt; késő pliocén, kora pleisztocén.

Néhány tudós szerint csak három faj, a Megantereon cultridens, a Megantereon whitei és a Megantereon falconeri különíthető el.

## Képek

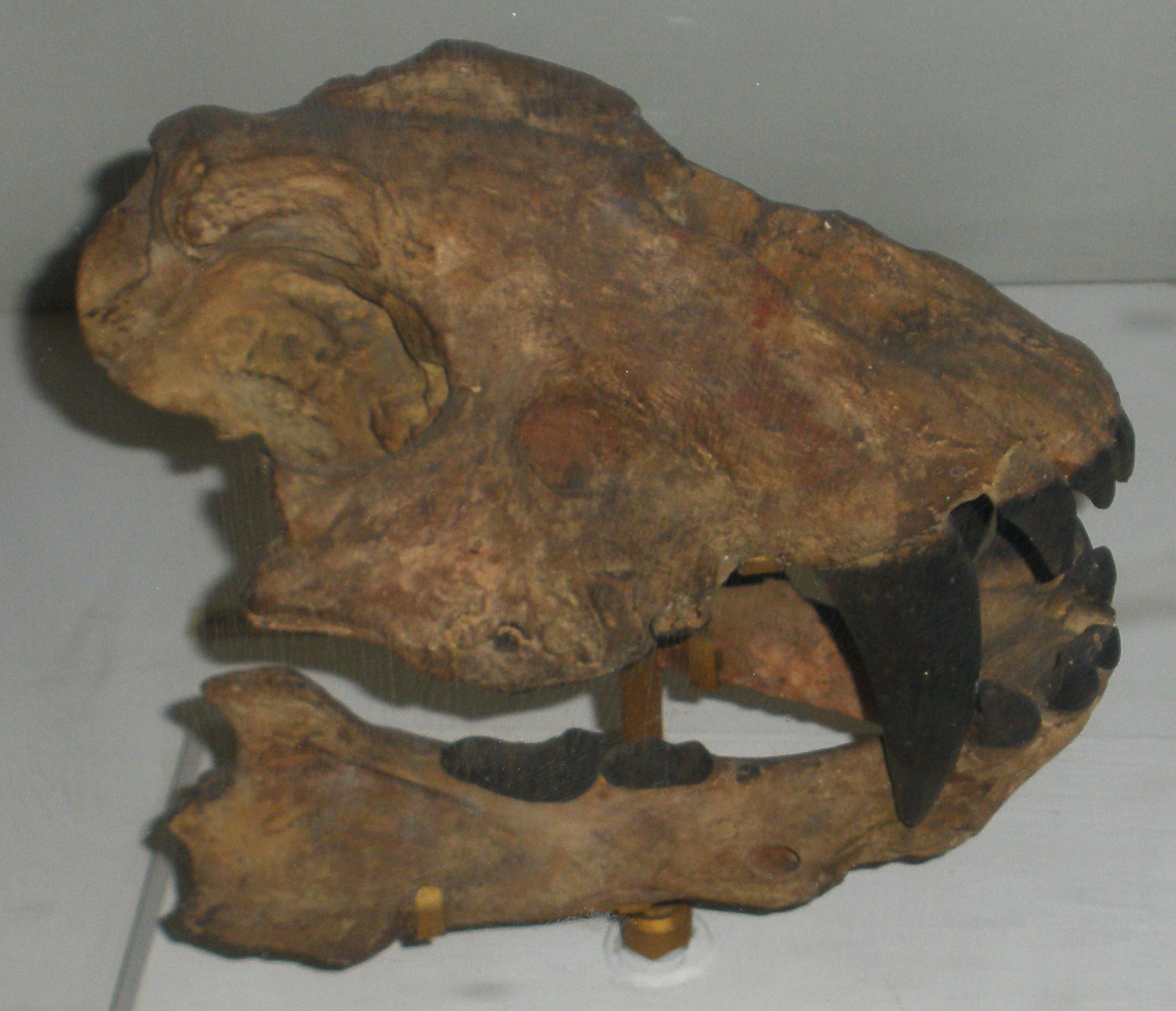
Megantereon magantereon koponyája
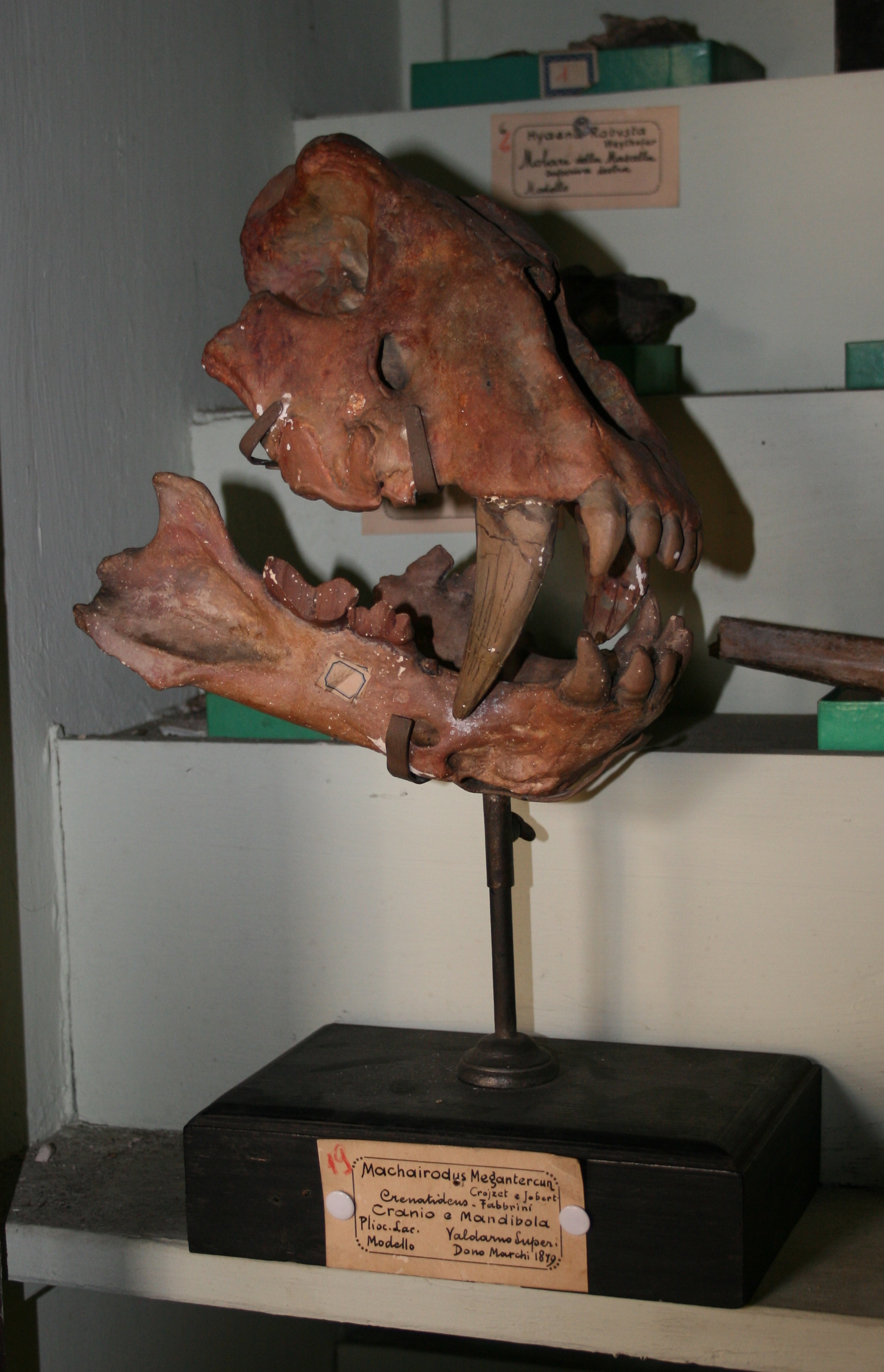
Megantereon magantereon koponyája
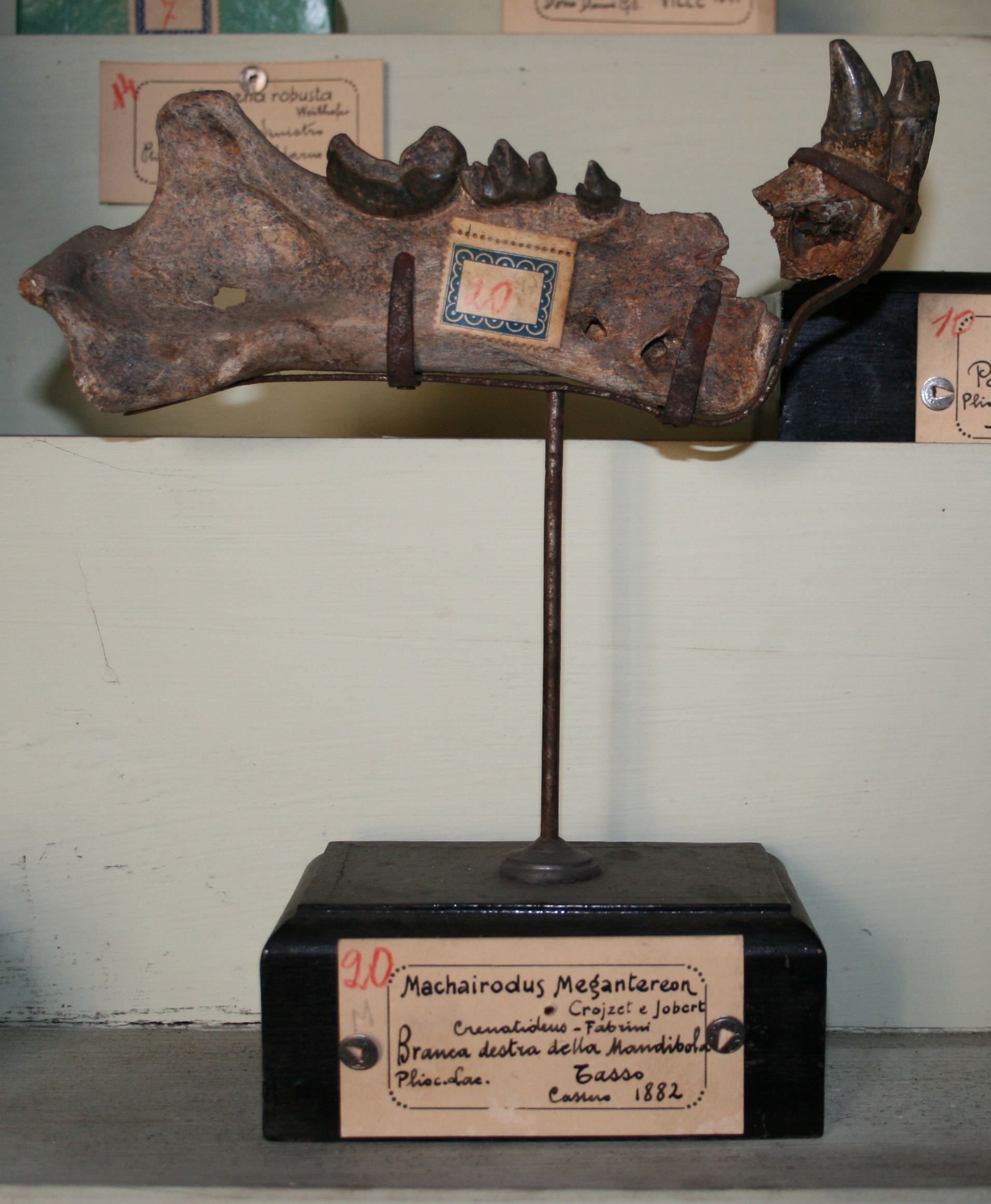
Megantereon magantereon állkapcsa